# ضریب شوارتزشیلد

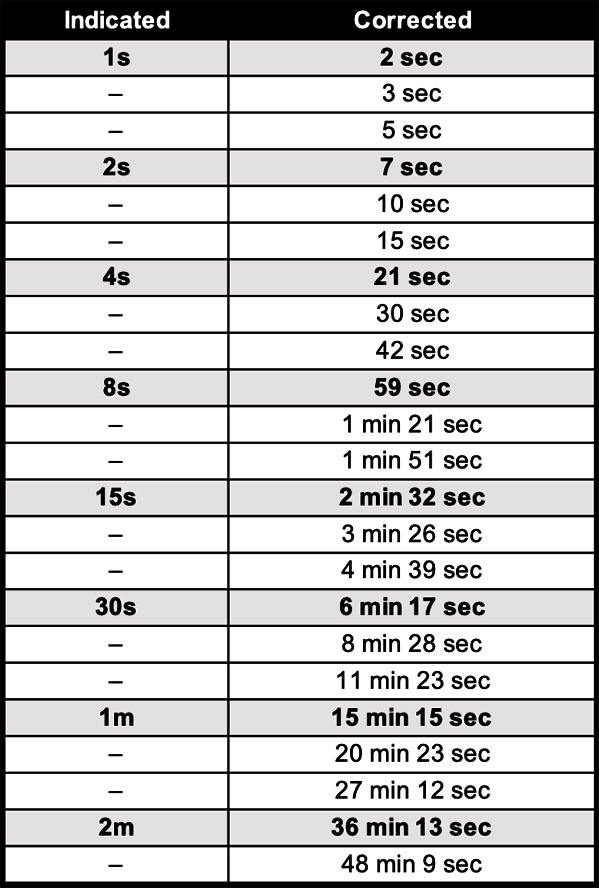
زمان‌های مشخص شده برای فیلم سیاه/سفید اعمال می‌شود.

ضریب شوارتز شیلد، طبق این قانون تناسب نوردهی به امولسیون بدین قرار است: 
.
در این فرمول I شدت نور، t زمان نوردهی و p مقدار ثابت است.
در عکاسی شب و عکاسی نجومی نورسنجی‌های عادی منجر به عدم کفایت نور ورودی برای دستیابی به نوردهی نرمال می‌شود.
کارل شوارتزشیلد با تحقیق در این خصوص، این فرمول را برای دستیابی به نوردِهی ِ نرمال در سال ۱۸۹۷ ارائه نمود.

## واژه‌نامه
1. ↑  Schwarzschild's law